# P-63 Kingcobra
Bell P-63 Kingcobra a fost un avion de vânătoare american în cel de Al Doilea Război Mondial dezvoltat din Bell P-39 Airacobra, încercând să repare deficiențele celui din urmă.
Cu toate că nu a fost acceptat pentru a fi folosit în lupte aeriene, a fost folosit cu succes de sovietici.

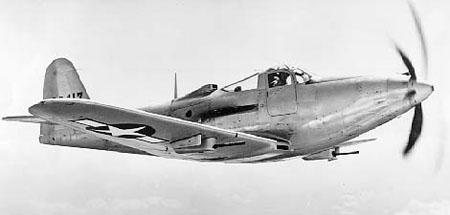
P-63 Kingcobra